# Body Snatchers
Body Snatchers (prt: Violadores: A Invasão Continua; bra: Os Invasores de Corpos - A Invasão Continua, ou Invasores de Corpos) é um filme estadunidense de 1993 dos gêneros ficção científica e horror, dirigido por Abel Ferrara, com roteiro baseado no folhetim The Body Snatchers, de Jack Finney, publicado na revista Collier's em novembro e dezembro de 1954.

## Sinopse
O químico e funcionário da agência de proteção ambiental Terry Kinney viaja com sua família a uma distante base militar para examinar a contaminação do ambiente como uma das causas prováveis de uma histeria em massa que toma conta do lugar. Sua filha adolescente, Marti Malone, está descontente com a viagem e tem dificuldades de relacionamento com sua madrasta Carol e o filho dela com seu pai, o pequeno Andy. Marti faz amizade com a rebelde filha do comandante do lugar, Jenn, e se interessa pelo piloto de helicópteros Tim Young.
Os problemas começam quando Andy foge da escola e começa a dizer que sua mãe morreu, mesmo com Carol ali presente. Até que uma noite Marti desperta subitamente e percebe que seu corpo estava quase totalmente envolto por estranhas raízes, ligadas a um simulacro humano que se parecia com ela.

## Elenco
- Gabrielle Anwar.......Marti Malone
- Terry Kinney.......Steve Malone
- Billy Wirth.......Tim Young
- Christine Elise.......Jenn Platt
- R. Lee Ermey.......General Platt
- G. Elvis Phillips.......Pete
- Reilly Murphy.......Andy Malone
- Kathleen Doyle.......Srª Platt
- Forest Whitaker.......Major Collins
- Meg Tilly.......Carol Malone

## Recepção
No site agregador de críticas Rotten Tomatoes, 71% das 28 avaliações dos críticos são positivas.